# Паннарія шерстиста
Паннарія шерстиста (Pannaria conoplea) — вид лишайників родини Pannariaceae. 

## Опис
Слань притиснута до субстрату. Колір матовий, світло-жовтувато-сірий. Має прості та глибоко розсічені на долі, 0,2–0,25 мм завтовшки, лусочоки, які по краю зарубчасті, в центрі, пізніше майже всі з численними світлоголубувато-сірими до буруватих зернистими соредіями (ізидіями), які іноді зливаються в зернисту кірку. Знизу слань чорна, має синьозелено-чорний чи синюватий волокнистий шар численних ризин. Апотеції сидячі, до 2 мм завширшки, з червонувато-коричневим, жовтувато-червонуватим плоским матовим диском, що обведений цілим постійним соредіозним, досить товстим сланевим краєм. Розмножується нестатевим та статевим шляхом. 

## Поширення та середовище існування
Зростає невеликими групами або поодинці в горах Європи, на Кавказі, в північній та помірній частині Азії, Північній Америці, на Антильських островах, Південній Америці, Африці, на Канарських островах, Мадагаскарі, Австралії, Новій Зеландії та Океанії. В Україні росте у Карпатах, Гірському Криму. 
Паннарія шерстиста (Pannaria conoplea) занесена до Червоної книги України.